# Campeonato Africano de Judo de 2025
El XXXIV Campeonato Africano de Judo se celebró en Abiyán (Costa de Marfil) entre el 25 y el 27 de abril de 2025 bajo la organización de la Unión Africana de Judo.
En total se disputaron catorce pruebas diferentes, siete masculinas y siete femeninas.

## Resultados

### Masculino
| Evento  | Oro                           | Plata                    | Bronce                                             |
| ------- | ----------------------------- | ------------------------ | -------------------------------------------------- |
| –60 kg  | Yusri Sami · Egipto           | Leonardo Barros Angola   | Ahmed Alaui Cherifi Marruecos Fraj Dhuibi Túnez    |
| –66 kg  | Edmilson Pedro Angola         | Mouhamedou Mboup Senegal | Rachid Cherad Argelia Abderahman Bushita Marruecos |
| –73 kg  | Hasan Dukali Marruecos        | Alaedin Ben Chalbi Túnez | Mesaud Dris Argelia Ahmed Mehibel Argelia          |
| –81 kg  | Abderahman Abdelgani · Egipto | Valentin Houinato Benín  | Timothy Meuwsen Sudáfrica Namory Keita Senegal     |
| –90 kg  | Achraf Muti Marruecos         | Abdelaziz Ben Amar Túnez | Remi Feuillet · Mauricio · Ali Abdelaal · Egipto   |
| –100 kg | Abdalá Abdelsamea · Egipto    | Omar Elramli · Egipto    | Rayan Benatia Argelia Kusay Ben Gares Túnez        |
| +100 kg | Mohamed Aborakia · Egipto     | Mbagnick Ndiaye Senegal  | Piter da Silva Angola Mustafa Buamar Argelia       |

### Femenino
| Evento | Oro                               | Plata                      | Bronce                                                 |
| ------ | --------------------------------- | -------------------------- | ------------------------------------------------------ |
| –48 kg | Umaima Bediui Túnez               | Huaria Kadur Argelia       | Maria Segunda · Angola · Nura Salem · Egipto           |
| –52 kg | Sumiya Iraui Marruecos            | Faiza Aisahin Argelia      | Céline Baba Matia Camerún Chaima Sidaui Túnez          |
| –57 kg | Mariana Esteves Guinea            | Andreza Antonio Angola     | Jadiya Bejeira · Argelia · Tasnim Roshdi · Egipto      |
| –63 kg | Jasmine Martin Sudáfrica          | Chaima Taibi Marruecos     | Fatma Ganem · Egipto · Amina Belkadi · Argelia         |
| –70 kg | Aina Rasoanaivo Razafy Madagascar | Zita Ornella Biami Camerún | Diassonema Mucungui Angola Wided Rayhid Túnez          |
| –78 kg | Marie Branser Guinea              | Arij Akab Túnez            | Georgika Wesly Djengue Camerún Dyhia Benchalal Argelia |
| +78 kg | Siwar Dawedi Túnez                | Merua Mameri Argelia       | Crislayn Rodrigues Angola Sara Mzugui Túnez            |

## Medallero
| Núm. | País       | Oro | Plata | Bronce | Total |
| ---- | ---------- | --- | ----- | ------ | ----- |
| 1    | Egipto     | 4   | 1     | 4      | 9     |
| 2    | Marruecos  | 3   | 1     | 2      | 6     |
| 3    | Túnez      | 2   | 3     | 5      | 10    |
| 4    | Guinea     | 2   | 0     | 0      | 2     |
| 5    | Angola     | 1   | 2     | 4      | 7     |
| 6    | Sudáfrica  | 1   | 0     | 1      | 2     |
| 7    | Madagascar | 1   | 0     | 0      | 1     |
| 8    | Argelia    | 0   | 3     | 8      | 11    |
| 9    | Senegal    | 0   | 2     | 1      | 3     |
| 10   | Camerún    | 0   | 1     | 2      | 3     |
| 11   | Benín      | 0   | 1     | 0      | 1     |
| 12   | Mauricio   | 0   | 0     | 1      | 1     |
|      | TOTAL      | 14  | 14    | 28     | 56    |